# منستر
منستر (به انگلیسی: Mancetter) یک روستا و محله مدنی در بریتانیا است که در شمال وارویکشر واقع شده‌است. منستر ۲٬۴۴۹ نفر جمعیت دارد.